# ブリストル島

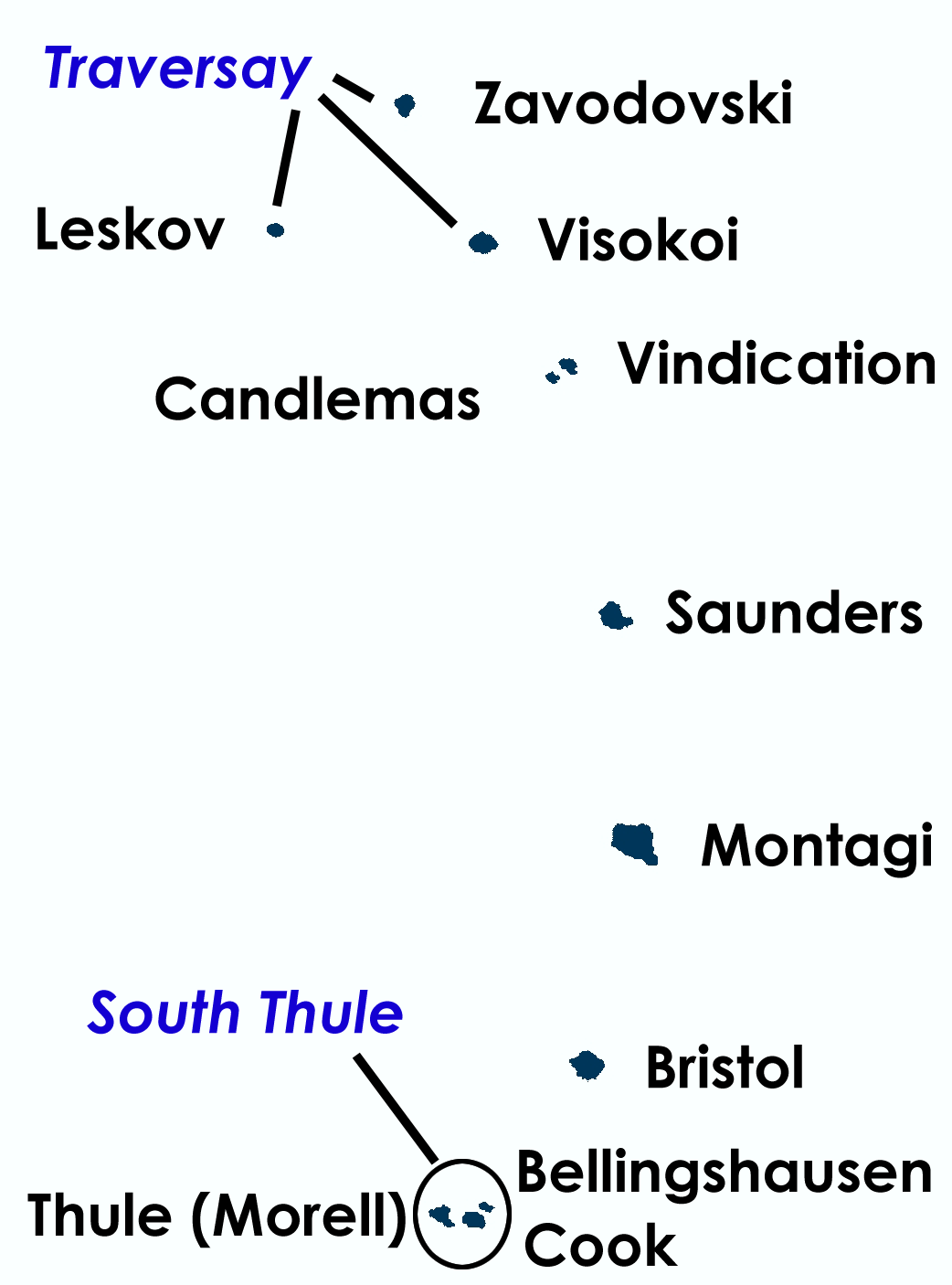
サウスサンドウィッチ諸島

ブリストル島（英語: Bristol Island）は、サウスサンドウィッチ諸島の島の一つで、イギリス領サウスジョージア・サウスサンドウィッチ諸島に属している。

## 地理
最高点は1,100m (Mount Darnley) 。活火山があり、1823、1935、1936、1950、1956年、2016年に噴火の報告があった。2016年の噴火は4月に衛星画像により確認され、6月になっても火山灰を含む噴煙を出し続けていることが確認されている。また島近傍ではM4-6の地震が多発している。

## 歴史
この島は1775年にジェームズ・クック率いる英国の探検隊によって発見され、海軍将校のオーガスタス・ハーヴィー (第3代ブリストル伯爵)を称えて命名された。初めての上陸は、1908年、ノルウェーの探検家（後にイギリス国籍を所得）であるカール・アントン・ラーセン(Carl Anton Larsen)によって成されている。
初上陸後も島は無人のままであり、 サウスジョージア州とサウスサンドウィッチ諸島の一部として、英国によって英国領外領土として管理されている。 残りのサウス・サンドイッチ諸島と共に、ティエラ・デル・フエゴ州に属する南大西洋諸島（スペイン語: Islas del Atlántico Sur）の一つとしてアルゼンチンが領有を主張しているが、これまでにアルゼンチンが制圧等の実力行使に出たことはない。フォークランド戦争の際も、アルゼンチンによる占領行為などは行われておらず、領有権の主張のみで今日に至っている。